# Живрен
Живрен (фр. Givraines) насеље је и општина у централној Француској у региону Центар (регион), у департману Лоаре која припада префектури Питивје.
По подацима из 2011. године у општини је живело 398 становника, а густина насељености је износила 35,35 становника/km². Општина се простире на површини од 11,26 km². Налази се на средњој надморској висини од 119 метара (максималној 127 m, а минималној 95 m).

## Демографија
| 1962. | 1968. | 1975. | 1982. | 1990. | 1999. | 2011. |
| ----- | ----- | ----- | ----- | ----- | ----- | ----- |
| 378   | 354   | 308   | 284   | 326   | 306   | 398   |

График промене броја становника у току последњих година